# Protean Electric
Protean Electric es una empresa tecnológica de la industria del vehículo eléctrico, que ha desarrollado un sistema de propulsión eléctrica en las ruedas, para vehículos de trabajo liviano híbridos, híbridos enchufables y batería eléctrica. Su tecnología crea una e-máquina de magnetos permanentes con un relativamente alto par y densidad de potencia, con la electrónica de potencia y los controles empaquetados dentro del propio motor. Su producto de motor-en-rueda está destinado a ser producido en un volumen bajo por Protean Electric y licenciado en alto volumen a empresas de suministro automotriz de nivel mundial.
Protean Electric tiene operaciones en Estados Unidos, Reino Unido, China de Shanghái y Hong Kong.